# Jerome Moross
Jerome Moross (ur. 1 sierpnia 1913 w Nowym Jorku, zm. 25 lipca 1983 w Miami) – amerykański kompozytor.

## Życiorys
Studiował w Juilliard School of Music (1931–1932) i na Uniwersytecie Nowojorskim (1932). Początkowo tworzył muzykę na potrzeby baletu, łącząc wątki klasyczne z tematami amerykańskimi i elementami muzyki popularnej. W 1940 roku wyjechał do Hollywood, gdzie początkowo działał jako aranżer, współpracując z Aaronem Coplandem. Dwukrotnie otrzymał stypendium Fundacji Pamięci Johna Simona Guggenheima (1947 i 1948). W latach 1952–1965 działał głównie jako twórca muzyki filmowej. Napisał ścieżki dźwiękowe do takich obrazów jak Kardynał i Biały Kanion.

## Wybrane kompozycje
(na podstawie materiałów źródłowych)

### Balety
- American Pattern (1936)
- Frankie and Johnny (1938)
- The Last Judgement (1953)

### Opery baletowe
- Susanna and the Elders (1941)
- Willie and Weeper (1945)
- The Eccentricities of Davy Crockett (1945)
- Riding Hood Revisited (1946)

### Opery
- The Golden Apple (1950)
- Gentleman, Be Seated! (1956)
- Sorry, Wrong Number! (1977)

### Utwory orkiestrowe
- Symfonia (1943)

### Utwory kameralne
- Sonatina na smyczki, kontrabas i fortepian (1967)
- Sonatina na kwintet dęty blaszany (1968)
- Sonatina na kwintet dęty drewniany (1970)
- Sonata na duet fortepianowy i kwartet smyczkowy (1975)
- Koncert na flet i kwartet smyczkowy (1978)